# Бовтуненко, Сергей Николаевич
Сергей Николаевич Бовтуненко (род. 15 апреля 1965, Ленинградское (Северо-Казахстанская область), Целинный край) — российский муниципальный деятель и политик. Глава села Насыпного (2014-2019). Глава администрации города и городского округа Феодосия (2019—2021).

## Биография
Родился 15 апреля 1965 года селе Ленинградском, ныне Казахстан. По окончании школы проходил срочную службу в ВС СССР. Электромонтер на Керченском заводе имени Войкова. Старший техник, техник-технолог Феодосийского отделения 26-го Московского научно-производственного объединения «Нефтегазавтоматика». В 1992—2003 слесарь по контрольно-измерительным приборам и автоматике, машинист холодильных установок совхоза-завода «Феодосийский». В 2004 году машинист компрессорной установки отделения № 2 Феодосийского завода коньяков и вин. Учитель труда Феодосийской школы № 16.
В 2005 году депутат Насыпновского сельского совета. Секретарь совета, а с 2006 года глава сельсовета, позднее председатель ликвидационной комиссии Насыпновского сельского совета. Окончил в 2011 году Национальный университет кораблестроения имени адмирала Степана Макарова по специальности «экономика предприятия».
В 2014—2019 годах глава Насыпновской сельской администрации. Член политической партии «Единая Россия». 18 января 2019 года после отставки Сергея Фомича Бовтуненко был назначен и. о. главы администрации города Феодосия, занимая пост первого заместителя. В октябре подал в отставку для участия в конкурсе. Комиссия представила в совет две кандидатуры: Бовтуненко С. Н. и Байбуза С. Н. 30 октября 2019 года депутаты единогласно утвердили Бовтуненко на пост главы администрации города Феодосия.
Феодосия отставала от других городов Крыма в выполнении федеральных и местных программ и темпах развития, причину в чем видели в том числе и в качестве руководства. На волне критики 27 октября 2021 года после встречи с главой Крыма Сергеем Аксеновым написал заявление по собственному желанию.
Женат, двое детей, проживает в селе Насыпное.